# Hamburg-Groß Borstel
Groß Borstel is een stadsdeel van stad Hamburg. Het ligt ten zuiden van de luchthaven in het district (''bezirk'') Hamburg-Nord.

## Geografie
De westelijke grens van Groß Borstel met stadsdeel Niendorf in het district Eimsbüttel is de beek Tarpenbek. De noordelijke grens wordt gevormd door de luchthaven in het stadsdeel Fuhlsbüttel. In het oosten eindigt Groß Borstel bij de Alsterkrugchaussee (B 433), de grens met Alsterdorf. In het zuiden reikt het tot aan het goederenringspoor, waarachter de stadsdelen Eppendorf en Lokstedt liggen.

## Benaming
Groß Borstel werd als dorp in de 11e eeuw voor het eerst vernoemd. In de loop van de eeuwen heeft de naam veel varianten gekend, zo werd hij in officiële en privédocumenten opgeschreven als Burstolde, Burstelde, Borstel, Bossel, Calebostel en Kahle Borstel. De basis gaat terug naar Burstal ; bur betekent huis en stel betekent plaats (''Stelle'' en dus niet ''stal'').

## Geschiedenis
Het Holsteinse dorp Groß Borstel werd in 1325 door het klooster Herwardeshude aangekocht. Het behoorde daarmee tot het buiten de stadsmuren gelegen Hamburgse gebied. Na de ontbinding van dit klooster kwam Groß Borstel in 1530 in het bezit van het St. Johannisklooster. In 1830 werden de Hamburgse landgebieden heringedeeld ; Groß Borstel maakte vanaf dan deel uit van de Geestlande. Op 1 januari 1913 werd Groß Borstel een stadsdeel van Hamburg.
De luchthaven van Hamburg heette aanvankelijk Hamburg-Groß Borstel Airport omdat die er direct naast lag. Met de uitbreiding kwam de terminal aan de oostkant van het plein en werd de luchthaven omgedoopt tot Hamburg-Fuhlsbüttel, de naam van het aangrenzend stadsdeel. Aan de zuidkant van de luchthaven, naast Groß Borstel dus, bevindt zich het terrein van Lufthansa Technik met de grote onderhoudshangars, vaak aangeduid als de Luftwerft en ook zo bewegwijzerd.

## Statistieken
- Minderjarigen: 16,3% [Hamburgs gemiddelde: 16,3% (2017)].[6]
- Ouderen: 21,1% [Hamburgs gemiddelde: 18,2% (2017)].[7]
- Aandeel buitenlanders: 15,4% [Hamburgs gemiddelde: 17,1% (2017)].[8]
- Werkloosheidscijfer: 4,5% [Hamburgs gemiddelde: 5,2% (2017)].[9]

Het gemiddeld jaarinkomen per belastingplichtige in Groß Borstel was in 2013: 42.631 euro. Het Hamburgse gemiddelde was 39.054 euro.

## Politiek
Voor de verkiezing van het gemeentebestuur behoort Groß Borstel tot het kiesdistrict Fuhlsbüttel-Alsterdorf-Langenhorn.

Voor de verkiezing van de districtsraad behoort het tot de kieskring Groß Borstel / Alsterdorf / Ohlsdorf / Fuhlsbüttel.

En bij federale verkiezingen maakt Groß Borstel deel uit van het kiesdistrict Hamburg-Noord.

## Cultuur en bezienswaardigheden

### Gebouwen

#### Stavenhagenhaus

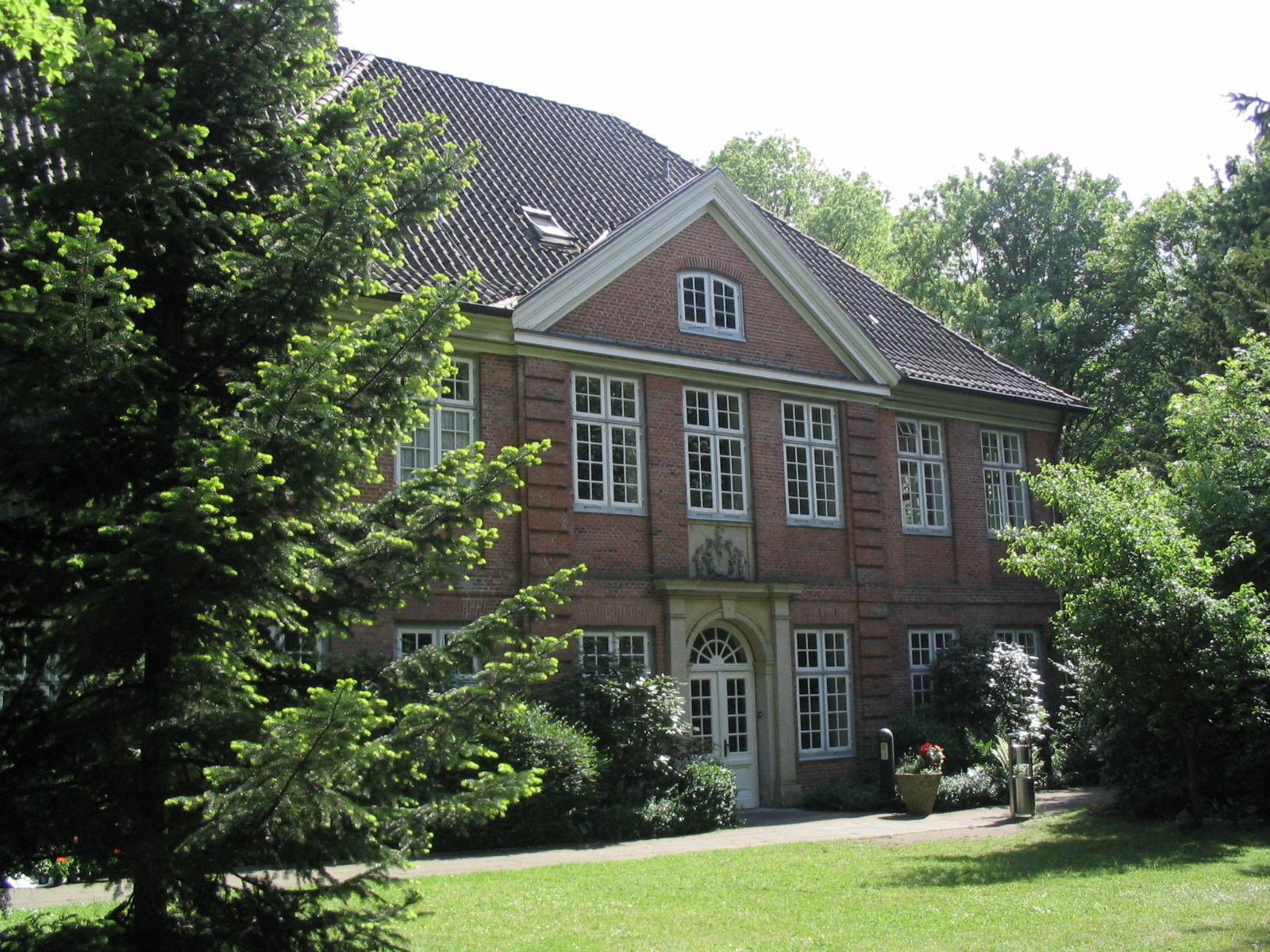
Het Stavenhagenhaus

Het Stavenhagenhaus is een barok bakstenen gebouw uit het begin van de 18e eeuw. Sinds 1651 kozen rijke Hamburgers de Frustberg in Groß Borstel voor hun zomerresidenties. Lakenhandelaar Eybert Tiefbrunn liet een statig bakstenen huis, het huidige Stavenhagenhaus, bouwen in plaats van een oud huis met rieten dak. Boven de toegangsdeur is het reliëf van zijn familiewapen, met het jaartal 1703, te zien.
Met dit herenhuis liet hij een zeldzaam exemplaar van een barokhuis uit zijn tijd na.
Van 1794 tot 1822 was het landhuis de zomerresidentie van de bankiersfamilie Berenberg-Gossler en een ontmoetingsplaats voor de Hamburgse samenleving. De stad Hamburg heeft het sinds 1928/29 in bezit en het gebouw staat sinds 1937 op de monumentenlijst. In 1962 kreeg het huis de naam Stavenhagenhaus ter ere van de Nederduitse dichter Fritz Stavenhagen. Het dient als een cultureel centrum in de wijk en als locatie voor muziekconcerten. Tot maart 1998 was er op de eerste verdieping een openbare bibliotheek.

#### Andere
In de jaren 1927-29 bouwde Fritz Schumacher het eerste openbaar verpleeghuis van Hamburg aan de Borsteler Chaussee 301.
Op de hoek van de Schrödersweg met de Borsteler Chaussee staat de Sint-Pieterskerk. Een gebouw dat het centrum van de wijk kenmerkt en typerend is voor de naoorlogse kerkbouw in Hamburg.

### Natuurmonumenten

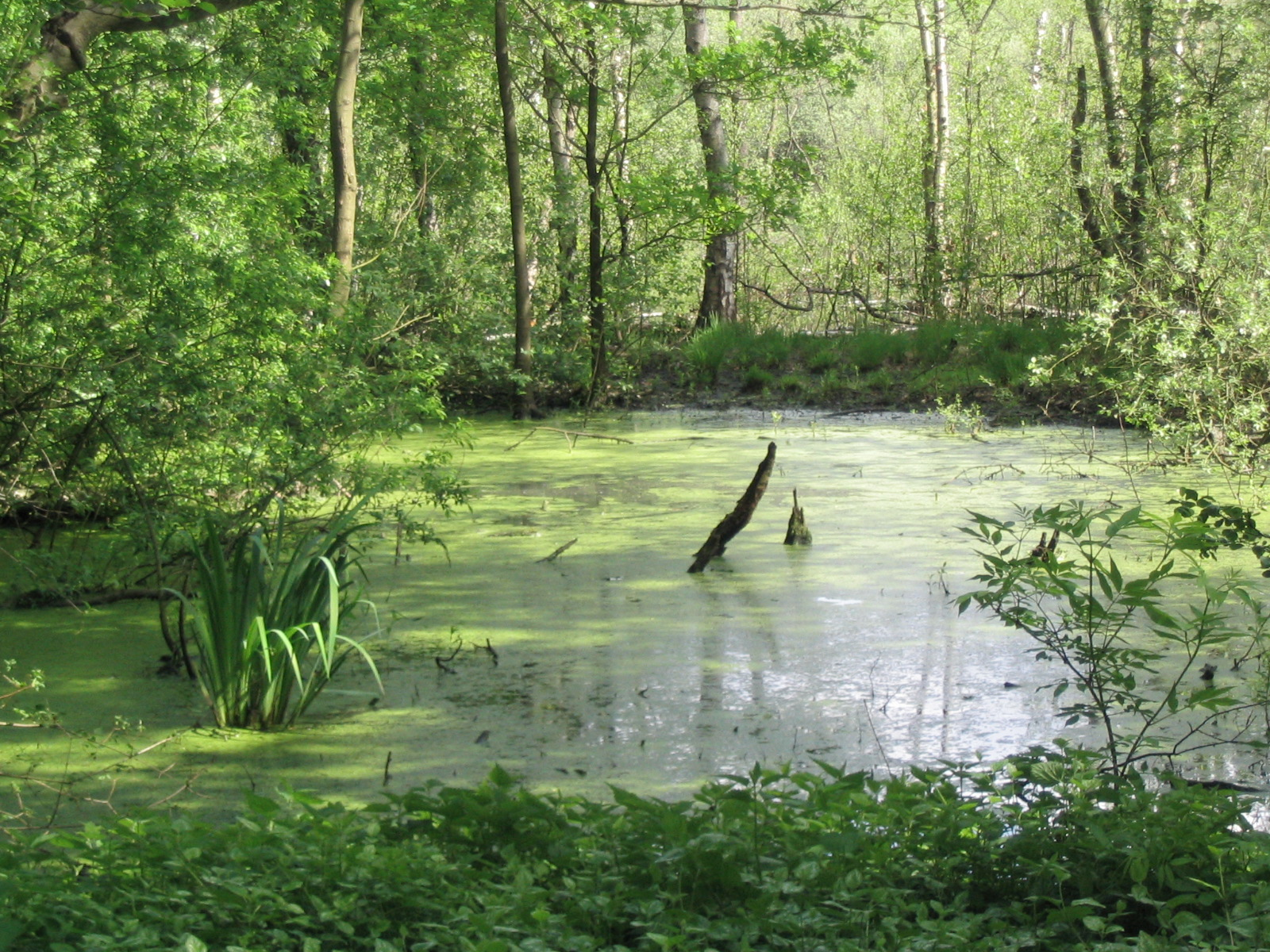
Het Eppendorfer Moor in mei

In Groß Borstel ligt het grootste binnenstedelijke veengebied van Europa, het Eppendorfer Moor. Het is naar een elzen- en berkenbos geëvolueerd, met voormalige laag- en hoogveen gebieden en waar nog klokheide, spijkerstruik en rietgras voorkomt.

## Verkeer
Groß Borstel heeft buiten het goederenringspoor die in het zuiden aan de stadsdeelgrens grenst, geen spoorverbindingen. Het is aangesloten op het lokale openbaar vervoer met een zestal buslijnen van het HVV.
Van 1903 tot 1966 verbond een tramlijn Groß Borstel met het centrum van Hamburg.

## Personen
- Walter Bärsch (1914-1996), psycholoog, leraar bijzonder onderwijs en onderwijswetenschapper, was leraar in Groß-Borstel
- Sabine Gova (1901-2000), kunsthistorica, geboren in Groß Borstel
- Gert Marcus (1914-2008), Duits-Zweedse schilder en beeldhouwer, geboren in Groß Borstel
- Friedrich Schaper (1869-1956), schilder en graficus, woonde tot het einde van zijn leven in Groß Borstel
- Paul Storm (1880-1951), schilder, woonde tot het einde van zijn leven in Groß Borstel

## Varia
- Klein Borstel is een wijk in het stadsdeel Hamburg-Ohlsdorf